# Rotterdams Toneel
Het Rotterdams Toneel was een Nederlands toneelgezelschap dat in 1947 werd opgericht door Ko Arnoldi. Het heeft bestaan tot 1954 en werd opgevolgd door het Nieuw Rotterdams Toneel.
Het Rotterdams Toneel ontstond in 1947 door een afsplitsing van toneelgezelschap StART (Stichting Amsterdamsch-Rotterdamsch Tooneelgezelschap). Het resterende deel van StART ging verder onder de naam Amsterdams Toneelgezelschap (A.T.G.). Bij het Rotterdams Toneel speelden onder andere Hans Boswinkel, Frits Butzelaar, Andrea Domburg, Ko van Dijk sr., Eric van Ingen, John Leddy, Ton Lutz, Joan Remmelts en Elisabeth Versluys.
Het gezelschap bespeelde de Rotterdamse schouwburg en Arnoldi wilde ook een eigen toneelschool oprichten. De acteurs van het gezelschap zouden in Rotterdam komen wonen. De eerste voorstelling was Veel drukte om niets, waarvan de première plaatsvond op 19 september 1947.
De meeste acteurs wilden zich echter niet in Rotterdam vestigen; ze bleven liever in Amsterdam. De wethouder voor Kunstzaken zou geen bezwaar hebben gehad tegen het verplaatsen van de stichting naar Amsterdam, maar Rotterdamse kranten begonnen daar een campagne tegen. De gemeente Rotterdam voerde intussen onderhandelingen met Paul Steenbergen die echter uitlekten.
In februari 1954 werd bekend dat Anton Ruys in het nieuwe seizoen zakelijk directeur zou worden, met Bob de Lange en Jan Teulings als artistiek leiders. Het contract met directeur Ko Arnoldi werd niet verlengd en mede-directielid Frits van Dijk besloot zelf op te stappen. Feitelijk werd het Rotterdams Toneel overgenomen door Het Vrije Toneel.
Hierop namen acteurs, technisch, en administratief personeel een motie aan waarin zij er hun afkeuring over uitspraken dat de stichting de belangen van de geëngageerden niet had beschermd. De Stichting Rotterdams Toneel werd ten slotte opgeheven en werd opgevolgd door de Stichting Nieuw Rotterdams Toneel. In de praktijk bleef men echter van Rotterdams Toneel spreken.